# .pm
.pm је највиши Интернет домен државних кодова (ccTLD) за Свети Пјер и Микелон.